# Хриси Акти
Хрисѝ Актѝ (на гръцки: Χρυσή Ακτή) е малко селище на Халкидическия полуостров, Гърция, част от дем Аристотел, област Централна Македония. Според преброяването от 2001 година броят на жителите му е 46. Разположено е на няколко километра северно от Олимпиада, на брега на Орфанския залив.